# EMI Records Japan
EMI Records Japan é uma gravadora japonesa que atua como subselo da Universal Music Japan. Foi fundada em abril de 2013 e é sucessora da empresa EMI Music Japan. A sede está localizada no escritório principal da Universal Music Japan em Aoyama, Minato, Tóquio. Desde fevereiro de 2014, o subselo foi divido em dois títulos separados: EMI Records, que é associado a Nayutawave Records e contém mais da metade dos artistas da EMI Records Japan e EMI R, que contém os demais artistas da EMI Records Japan. Em julho de 2014, a EMI R foi renomeada para Virgin Records.

## História
Após a Comissão Europeia aprovar a aquisição da EMI pela Universal Music Group em 21 de setembro de 2012, houve a reestruturação e mudanças nos selos das gravadoras EMI sob a Universal Music a partir de 28 de setembro de 2012, quando a incorporação foi aprovada. Em 15 de janeiro de 2013, o presidente da Universal Music Japan, Kazuhiko Koike, assumiu o posto de CEO da EMI Music Japan, controlando efetivamente ambas as empresas até a integração da EMI Records Japan na Universal Music Japan como um subselo em 1 de abril de 2013. Koike, por sua vez, afirmou que a fusão teve um efeito ruim em termos de seu repertório internacional e da sua ocupação profissional. Os artistas da antiga empresa continuaram a liberar materiais sob a Universal Music, porém ainda mantendo o código de catálogo TOCT. Desde outubro de 2013, o catálogo TOCT não é mais utilizado, sendo substituído por TYCT (para artistas originais da EMI Records) e UPCH (para artistas da Nayutawave Records). Em fevereiro de 2014, a Universal Music Japan fez uma grande reorganização das sub gravadoras: mais da metade dos artistas da EMI Records Japan que foram transferidos da Nayutawave Records começaram a utilizar o selo EMI Records e os demais artistas começaram a utilizar o selo EMI R. Em junho de 2014, os artistas que foram transferidos da Nayutawave para a EMI Records começaram a utilizar o código de catálogo UPCH. Em 14 de abril de 2014, a Universal Music Japan anunciou a parceria conjunta da EMI R e das sub gravadoras Universal International e Delicious Deli Records, formando a Virgin Music. Em julho de 2014, a EMI R foi renomeada para Virgin Records.